# Шарль Фредерік Жерар
Шарль Фредерік Жерар (фр. Charles Frédéric Gerhardt; 21 серпня 1816, Страсбург — 19 серпня 1856, Страсбург) — ельзаський хімік, член-кореспондент Французької академії  наук (1896).

## Біографія
Початкове виховання отримав у протестантській семінарії рідного міста. В п'ятнадцять років вступив до Політехнічного училища в Карлсруе, де він захопився хімією. Батько Жерара володів поблизу Страсбурга хімічним заводом. Після закінчення навчання в 1832 році Шарль Жерар повинен був вирушити до Лейпцига для вивчення економічних наук.
Однак схильність до хімії змусила його відвідувати лекції та лабораторію професора  Ердмана, де він остаточно визначився з напрямом майбутньої діяльності. Водночас перш ніж займатися вибраною справою, Жерар був змушений винести важку боротьбу з батьківською волею. В 1835 році Жерар утік з батьківського дому і вступив до уланського полку в Гагенау. Тут вільний час він присвячував хімії, але скоро відкупився від служби і поїхав в Гіссен. Сюди його потягнула слава Юстуса Лібіха, під керівництвом якого протягом трьох років він з великим успіхом займався хімією.
Після складання університетського іспиту, Жерар поїхав до Парижу, не маючи при цьому майже ніяких коштів. У Парижі Жерара прийняли дуже добре Тенар і  Дюма. Даючи уроки хімії і переводячи твори Лібіха, Жерар перебивався деякий час, присвячуючи свої головні сили хімічним дослідженням. Його переконали, що для поліпшення матеріального становища, необхідно здобути ступінь доктора. В 1841 році, Жерар отримав кафедру хімії в Монпельє, де залишався професором протягом восьми років.
У 1844 році, за кілька місяців до одруження, він примирився з батьком. В той самий час Жерар написав «Précis de Chimie organique», один з головних творів, де викладені основні ідеї його вчення. Хімія в епоху Жерара розвивалася з дивовижною швидкістю, але успіхи її були лише фактичні.

## Наукова діяльність
Жерар відомий своєю роботою з реформування позначення хімічних формул (1843–1846). Він також працював над ангідридами кислот і синтезував ацетилсаліцилову кислоту, хоча і в нестійкій і нечистій формі. Жерара, як правило, пов'язують з його сучасником Огюст Лораном, з яким він поділяв сильний і впливовий інтерес до хімічної комбінації.